# Zoran Nikolić
Zoran Nikolić (Nikšić, 1 de abril de 1996) é um basquetebolista profissional montenegrino que atualmente joga pelo Budućnost VOLI Podgorica pela Erste Liga, EuroCopa e ABA Liga. O atleta possui 2,12m de estatura, pesa 107kg e atua na posição pivô.

## Estatísticas

### EuroCopa
| Ano      | Equipe    | PJ | PT | AP   | 3P | LL  | RT | AS | BR | TO |
| -------- | --------- | -- | -- | ---- | -- | --- | -- | -- | -- | -- |
| 2016-17  | Budućnost | 8  | 38 | 43.6 | 0  | 50  | 32 | 8  | 3  | 5  |
| 2017-18  | Budućnost | 2  | 8  | 75   | 0  | 100 | 4  | 1  | 1  | 0  |
| Carreira | totais    | 10 | 46 | 46.5 | 0  | 60  | 36 | 9  | 4  | 5  |